# Boise City (Oklahoma)
Boise City és una ciutat dels Estats Units a l'estat d'Oklahoma. Segons el cens del 2000 tenia 1.483 habitants i el 2010 tenia 1.266 habitants.

## Demografia
Segons el cens del 2000, Boise City tenia 1.483 habitants, 610 habitatges, i 400 famílies. La densitat de població era de 454,4 habitants per km².
Dels 610 habitatges en un 29,8% hi vivien nens de menys de 18 anys, en un 55,1% hi vivien parelles casades, en un 7,5% dones solteres, i en un 34,3% no eren unitats familiars. En el 33,1% dels habitatges hi vivien persones soles el 18,4% de les quals corresponia a persones de 65 anys o més que vivien soles. El nombre mitjà de persones vivint en cada habitatge era de 2,36 i el nombre mitjà de persones que vivien en cada família era de 2,99.
Per edats la població es repartia de la següent manera: un 26,2% tenia menys de 18 anys, un 6,6% entre 18 i 24, un 21,7% entre 25 i 44, un 24,3% de 45 a 60 i un 21,2% 65 anys o més.
L'edat mediana era de 41 anys. Per cada 100 dones de 18 o més anys hi havia 87,5 homes.
La renda mediana per habitatge era de 30.071 $ i la renda mediana per família de 35.761 $. Els homes tenien una renda mediana de 23.088 $ mentre que les dones 17.679 $. La renda per capita de la població era de 15.821 $. Entorn del 14,7% de les famílies i el 19,1% de la població estaven per davall del llindar de pobresa.

## Poblacions més properes
El següent diagrama mostra les poblacions més properes.

## Geografia

### Clima
Boise City té un clima semiàrid (Köppen BSk) amb hiverns freds i secs i estius llargs, calents i plujosos.
| 'Paràmetres climàtics mitjans de Boise City' | 'Paràmetres climàtics mitjans de Boise City' | 'Paràmetres climàtics mitjans de Boise City' | 'Paràmetres climàtics mitjans de Boise City' | 'Paràmetres climàtics mitjans de Boise City' | 'Paràmetres climàtics mitjans de Boise City' | 'Paràmetres climàtics mitjans de Boise City' | 'Paràmetres climàtics mitjans de Boise City' | 'Paràmetres climàtics mitjans de Boise City' | 'Paràmetres climàtics mitjans de Boise City' | 'Paràmetres climàtics mitjans de Boise City' | 'Paràmetres climàtics mitjans de Boise City' | 'Paràmetres climàtics mitjans de Boise City' | 'Paràmetres climàtics mitjans de Boise City' |
| Mes                                          | Gen.                                         | Feb.                                         | Mar.                                         | Abr.                                         | Mai.                                         | Jun.                                         | Jul.                                         | Ago.                                         | Set.                                         | Oct.                                         | Nov.                                         | Des.                                         | Anual                                        |
| -------------------------------------------- | -------------------------------------------- | -------------------------------------------- | -------------------------------------------- | -------------------------------------------- | -------------------------------------------- | -------------------------------------------- | -------------------------------------------- | -------------------------------------------- | -------------------------------------------- | -------------------------------------------- | -------------------------------------------- | -------------------------------------------- | -------------------------------------------- |
| Temperatura màxima registrada °C (°F)        | 26,7 (80,1)                                  | 29,4 (84,9)                                  | 31,1 (88)                                    | 36,1 (97)                                    | 38,9 (102)                                   | 42,2 (108)                                   | 41,7 (107,1)                                 | 40,6 (105,1)                                 | 40,6 (105,1)                                 | 35,6 (96,1)                                  | 30,6 (87,1)                                  | 28,9 (84)                                    | 42,2 (108)                                   |
| Temperatura mínima registrada °C (°F)        | −31,1 (−24)                                  | −26,7 (−16,1)                                | −24,4 (−11,9)                                | −11,1 (12)                                   | −6,7 (19,9)                                  | 2,8 (37)                                     | 9,4 (48,9)                                   | 4,4 (39,9)                                   | −3,9 (25)                                    | −12,8 (9)                                    | −21,7 (−7,1)                                 | −25,0 (−13)                                  | −31,1 (−24)                                  |
| Temperatura diària màxima °C (°F)            | 10,0 (50)                                    | 12,7 (54,9)                                  | 16,9 (62,4)                                  | 21,5 (70,7)                                  | 25,9 (78,6)                                  | 31,5 (88,7)                                  | 33,8 (92,8)                                  | 32,4 (90,3)                                  | 28,7 (83,7)                                  | 23,1 (73,6)                                  | 15,3 (59,5)                                  | 10,6 (51,1)                                  | 21,9 (71,4)                                  |
| Temperatura diària mínima °C (°F)            | −7,4 (18,7)                                  | −5,3 (22,5)                                  | −1,6 (29,1)                                  | 2,9 (37,2)                                   | 8,2 (46,8)                                   | 13,6 (56,5)                                  | 16,4 (61,5)                                  | 15,7 (60,3)                                  | 11,3 (52,3)                                  | 4,6 (40,3)                                   | −2,0 (28,4)                                  | −6,2 (20,8)                                  | 4,2 (39,6)                                   |
| Precipitació total mm (polzades)             | 9,9 (0,4)                                    | 10,9 (0,4)                                   | 30,2 (1,2)                                   | 37,1 (1,5)                                   | 65,5 (2,6)                                   | 77,2 (3)                                     | 68,3 (2,7)                                   | 72,4 (2,9)                                   | 37,8 (1,5)                                   | 30,5 (1,2)                                   | 18,0 (0,7)                                   | 12,7 (0,5)                                   | 470,7 (18,5)                                 |
| Font: NOAA                                   |                                              |                                              |                                              |                                              |                                              |                                              |                                              |                                              |                                              |                                              |                                              |                                              |                                              |